# Konstancja Swinarska
Konstancja Swinarska (ur. 3 kwietnia 1892 w Rogoźnie, zm. 21 kwietnia 1982 w Poznaniu) – polska pedagog, geograf, założycielka i organizatorka szkół.

## Życiorys
Urodziła się w rodzinie ziemiańskiej, jako dziesiąte dziecko Wacława Swinarskiego i Konstancji z Łubieńskich. W domu odebrała silne wychowanie patriotyczne i narodowe. Przechowywała w domu liczne pamiątki powstańcze. Od wczesnego wieku zdradzała zdolności pedagogiczne. W szkole (zabór pruski) uczyła rówieśnice języka polskiego, religii i historii Polski. Uczyła się prywatnie w Rogoźnie oraz uczęszczała do tzw. Wyższej Szkoły Dziewcząt tamże. W 1911 skończyła naukę w Seminarium Nauczycielskim Sióstr Urszulanek we Wrocławiu. Zdała też egzamin nauczycielski. Zdawała eksternistyczną maturę przed Państwową Komisją Gimnazjum Realnego w Bydgoszczy. Studiowała w latach 1914–1920 (Wrocław i Berlin) geografię i geologię oraz dodatkowo język francuski i język angielski. 26 września 1918 uzyskała stopień naukowy doktora fakultetu filozoficznego na Uniwersytecie Wrocławskim (dysertacja: Pradolina Notecko-Warciańska). 
W maju 1919 wstąpiła na Wszechnicę Piastowską, czyli późniejszy Uniwersytet Poznański, gdzie studiowała, jednocześnie posiadając już doktorat. W 1920 uzyskała weryfikację doktoratu niemieckiego, jak również zatwierdzenie egzaminu z języka francuskiego i angielskiego. Uprawniało ją to do nauczania tych języków w szkołach średnich.
Była współzałożycielką i wieloletnią nauczycielką Państwowej Uczelni im. Dąbrówki w Poznaniu, organizatorką i pierwszą dyrektorką Gimnazjum i Liceum im. Klaudyny Potockiej w Poznaniu, nauczycielką w Liceum im. Adama Mickiewicza w Poznaniu, jak również przewodniczyła Komisji Opiekunów Szkolnych Kół Krajoznawczych województwa poznańskiego. Społecznie nauczała i przygotowywała do matur dzieci niewidome. 
W czasie II wojny światowej organizowała tajne nauczanie. Od sierpnia 1940 zatrudniona była w Śremie, w biurze Ostdeutsche Landbewittschafung. Pod koniec wojny zapędzono ją do prac okopowych najpierw w Śremie, a potem w okolicach Torunia. 
Po zakończeniu wojny wróciła do nauczania w Poznaniu. W latach 40. XX wieku współpracowała z Akademickim Związkiem Przyjaciół Łużyc Prołuż. W 1949 została przez komunistów odwołana ze stanowiska dyrektorki Państwowego Liceum im. Klaudyny Potockiej, jak to ujęto dla dobra szkoły. W 1959, już po przywróceniu do nauczania, otrzymała Odznakę Pamiątkową XV-lecia PRL za zasługi dla PCK. W latach 70. XX wieku, będąc na emeryturze nauczała zagadnień kultury chrześcijańskiej przy kościele jeżyckim. Poprzedziła to dwuletnimi studiami w Instytucie Wyższej Kultury Religijnej w Poznaniu. 
Pochowana 24 kwietnia 1982 w Lubaszu. Była odprowadzana przez kilkaset swoich dawnych uczniów.

## Rodzina
Ojciec Wacław był powstańcem wielkopolskim, dziadek powstańcem styczniowym, a pradziadek powstańcem listopadowym. Miała dwóch braci: Wacława (powstańca wielkopolskiego) i Mikołaja (kanonika i proboszcza parafii w Czarnkowie, zamordowanego przez Niemców w KL Sachsenhausen w 1942).